# 長堀橋
長堀橋（ながほりばし）は、かつて存在した長堀川に架かっていた堺筋の橋。大阪府大阪市中央区南船場2丁目にある長堀橋交差点（堺筋と長堀通の交点）にあった。

## 歴史・概要
1625年（寛永2年）に長堀川が開削された時に架けられた。堺筋は紀州街道の一部区間にあたり、重要な街道筋の橋として大坂では数少ない公儀橋に指定された。元禄期の橋の規模は橋長18間6寸（35.6m）幅員3間（5.9m）。三津寺町文書に1654年（承応3年）の架け替え時の人足賃について触れられており、この頃に最初の架け替えが行われたものと推測される。江戸時代後期の幕府公式資料では橋台の背後地を含めた橋長21間6寸（43.2m）となっていた。
1877年（明治10年）に最初の鉄橋に架け替えられ、橋長35.3m、幅員7.8mだった。1912年（明治45年）に大阪市電堺筋線敷設工事に伴い本格的な近代橋となり、有効幅員21.6mの3径間ゲルバー式鋼鈑桁橋となった。
その後、1960年（昭和35年）から長堀川の埋め立てが始まり、1963年（昭和38年）に橋は撤去・廃止された。